# 幼兒洗禮
幼兒洗禮或嬰兒洗禮指基督宗教的洗禮儀式中對嬰兒及兒童的洗禮。該詞有時和信仰洗禮（英語：credobaptism，拉丁語意為「我相信」）有相同意義。
大多數主流的基督宗教信徒所屬的教派均承認嬰兒洗禮，包括天主教、東正教、聖公宗、长老宗和路德宗在內，但也有不少教會不承認嬰兒洗禮者為基督徒，如浸信宗等不少新教宗派和福音派。基於基督教「因信得救」和「因信稱義」的基督教基本教義，不少基督教宗派認為雖然作為教徒的父母為其子女帶到教會進行洗禮，但其子女尚處於孩童階段，不一定知道及認同基督教教義，因此不承認嬰兒洗禮者為基督徒。